# Cosenza megye
Cosenza Olaszország Calabria régiójának egyik megyéje. Székhelye Cosenza város.

## Fekvése

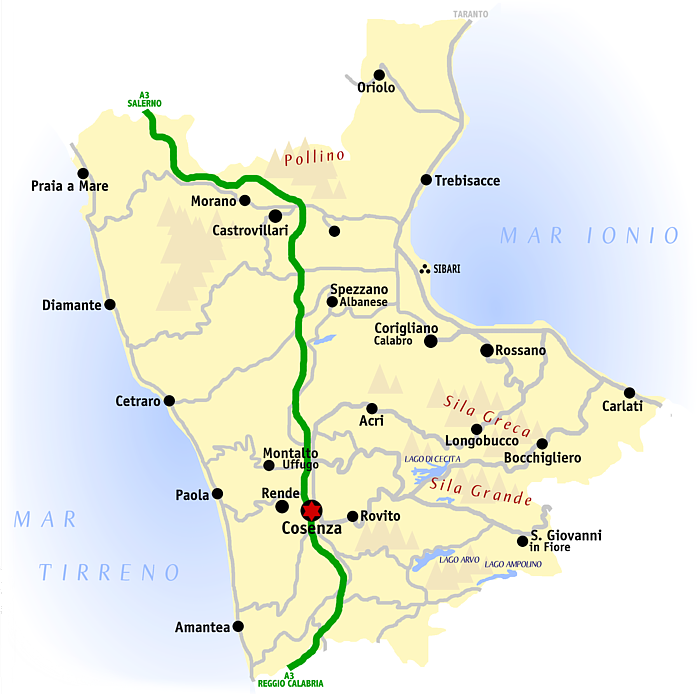
Cosenza megye

Cosenza megye a Calabriai-félsziget északi részét foglalja el. Északon Basilicata régió határolja, keleten a Tarantói-öböl, délen Crotone és Catanzaro megye, nyugaton pedig a Tirrén-tenger. A megyét hosszanti irányban átszeli a Calabriai-Appenninek vonulata. Északi részét a Pollino-masszívum foglalja el, déli részét pedig a Sila-fennsík (legmagasabb pontja az 1930 m-es Monte Botte Donato). Egyetlen nagy kiterjedésű síkvidéke a Szübariszi-síkság a Tarantói-öböl partján.
Legjelentősebb vízfolyása a Crati és a  Neto (mindkettő a Tarantói-öbölbe torkollik). További jelentős vízfolyás a Lao, Coscile és Mucone. A vízfolyások általában rövidek, a lehulló csapadékmennyiség függvényében változó vízhozammal. Mivel a forrás és torkolat között nagy a szintkülönbség, a folyók vizét elektromos áram előállítására is felhasználják.
A megye éghajlata mediterrán, száraz nyarakkal, csapadékos telekkel, a Calabriai-Appenninek magasabb területein azonban mérsékeltebb, hegyvidéki.

## Gazdasága
A világ cédrátcitrom (Citrus medica) termesztésének jelentős hányada a Cosenza megye nyugati partvidékén fekvő Riviera dei Cedrin, elsősorban Diamante és Santa Maria del Cedro körül összpontosul. A cédrátcitrom nagyméretű, vastag héjú gyümölcsét főként a cukrászatban és különleges likőrök alapanyagaként használják. A cédrátcitrom ezenkívül a zsidó szukkót ünnep négy különböző növényből készült ünnepi csokrának egyik, előírt kelléke. A gyümölcs érésekor a rabbik által kiválogatott, magas áron felvásárolt, egyenként becsomagolt, hibátlan terméseket – mely az össztermelés kb. egyötödét teszi ki – a zsidó közösségek számára exportálják.

## Fő látnivalók
- természeti látnivalók:
  - Pollino Nemzeti Park
  - Sila Nemzeti Park
- kulturális helyszínek:
  - Cosenza óvárosa
  - Szübarisz romjai Cassano all’Ionio mellett
  - a paolai Szent Ferenc-szentély
  - Amantea óvárosa
  - Belmonte Calabro vára
  - Corigliano Calabro vára
  - Rocca Imperiale vára
  - San Lorenzo del Vallo vára
  - San Marco Argentano normann tornya

## Községek(comuni)
| Acquaformosa             | Cetraro               | Mendicino            | San Giovanni in Fiore     |
| Acquappesa               | Civita                | Mongrassano          | San Lorenzo Bellizzi      |
| Acri                     | Cleto                 | Montalto Uffugo      | San Lorenzo del Vallo     |
| Aiello Calabro           | Colosimi              | Montegiordano        | San Lucido                |
| Aieta                    | Corigliano Calabro    | Morano Calabro       | San Marco Argentano       |
| Albidona                 | Cosenza               | Mormanno             | San Martino di Finita     |
| Alessandria del Carretto | Cropalati             | Mottafollone         | San Nicola Arcella        |
| Altilia                  | Crosia                | Nocara               | San Pietro in Amantea     |
| Altomonte                | Diamante              | Oriolo               | San Pietro in Guarano     |
| Amantea                  | Dipignano             | Orsomarso            | San Sosti                 |
| Amendolara               | Domanico              | Paludi               | San Vincenzo La Costa     |
| Aprigliano               | Fagnano Castello      | Panettieri           | Sangineto                 |
| Belmonte Calabro         | Falconara Albanese    | Paola                | Santa Caterina Albanese   |
| Belsito                  | Figline Vegliaturo    | Papasidero           | Santa Domenica Talao      |
| Belvedere Marittimo      | Firmo                 | Parenti              | Santa Maria del Cedro     |
| Bianchi                  | Fiumefreddo Bruzio    | Paterno Calabro      | Santa Sofia d’Epiro       |
| Bisignano                | Francavilla Marittima | Pedace               | Sant’Agata di Esaro       |
| Bocchigliero             | Frascineto            | Pedivigliano         | Santo Stefano di Rogliano |
| Bonifati                 | Fuscaldo              | Piane Crati          | Saracena                  |
| Buonvicino               | Grimaldi              | Pietrafitta          | Scala Coeli               |
| Calopezzati              | Grisolia              | Pietrapaola          | Scalea                    |
| Caloveto                 | Guardia Piemontese    | Plataci              | Scigliano                 |
| Campana                  | Lago                  | Praia a Mare         | Serra d’Aiello            |
| Canna                    | Laino Borgo           | Rende                | Serra Pedace              |
| Cariati                  | Laino Castello        | Rocca Imperiale      | Spezzano Albanese         |
| Carolei                  | Lappano               | Roggiano Gravina     | Spezzano della Sila       |
| Carpanzano               | Lattarico             | Rogliano             | Spezzano Piccolo          |
| Casole Bruzio            | Longobardi            | Rose                 | Tarsia                    |
| Cassano all’Ionio        | Longobucco            | Roseto Capo Spulico  | Terranova da Sibari       |
| Castiglione Cosentino    | Lungro                | Rossano              | Terravecchia              |
| Castrolibero             | Luzzi                 | Rota Greca           | Torano Castello           |
| Castroregio              | Maierà                | Rovito               | Tortora                   |
| Castrovillari            | Malito                | San Basile           | Trebisacce                |
| Celico                   | Malvito               | San Benedetto Ullano | Trenta                    |
| Cellara                  | Mandatoriccio         | San Cosmo Albanese   | Vaccarizzo Albanese       |
| Cerchiara di Calabria    | Mangone               | San Demetrio Corone  | Verbicaro                 |
| Cerisano                 | Marano Marchesato     | San Donato di Ninea  | Villapiana                |
| Cervicati                | Marano Principato     | San Fili             | Zumpano                   |
| Cerzeto                  | Marzi                 | San Giorgio Albanese |                           |

## Gasztronómia
- Cédrátcitrom hozzáadásával készített likőr (liquore di cedro), csokoládé (cioccolato di cedro) és tésztafélék.
- Csípős paprika (peperoncino(wd)) hozzáadásával készített ételek, tésztafélék, csokoládék, likőrök, fagylaltok gazdag választéka, elsősorban a paprikafesztiváljáról is nevezetes Diamante településen.